# 摩托医院站
摩托医院站是布拉格地铁A线的一座车站。站名“Nemocnice Motol”在捷克语中是“摩托医院站”的意思，来源于附近的同名医院。